# تقرير تاجوبا

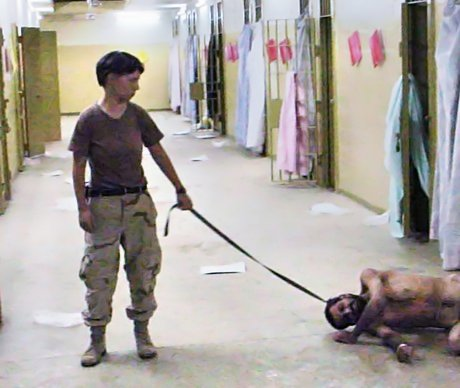

تقرير تاغوبا، بعنوان الجيش الأمريكي 15-6 تقرير إساءة معاملة السجناء في العراق، هو تقرير نُشر في مايو 2004 يحتوي على نتائج تحقيق عسكري رسمي في إساءة معاملة سجناء أبو غريب. سُميت على اسم اللواء أنطونيو تاجوبا، المؤلف الرئيسي للتقرير.

## المبادرة
عٌين فريق ريكاردو سانشيز، الضابط الأعلى في العراق، اللواء أنطونيو تاجوبا لفتح تحقيق في اللائحة العسكرية للجيش 15-6 في سلوك لواء الشرطة العسكرية رقم 800.
وفقًا للتقرير، بدأ التحقيق بسبب:
«طلب LTG Sanchez إجراء تحقيق في عمليات الاعتقال والاحتجاز من قِبل اللواء من 1 نوفمبر / تشرين الثاني 2003 إلى الوقت الحاضر. استشهد LTG Sanchez بالتقارير الأخيرة عن إساءة معاملة المحتجزين، والهرب من مرافق الحبس، وفقدان المساءلة، مما يشير إلى وجود مشاكل منهجية داخل اللواء، وأشار إلى نقص معايير واضحة، والكفاءة، والقيادة.»
طبقًا لتاجوبا، اقتصرت ولايته على فحص تصرفات الشرطة العسكرية في أبو غريب وتم منعه من التحقيق في سلسلة القيادة.